# Yórgos Papadákos
Yórgos Ioánnis Papadákos (grec moderne : Γιώργος Ιωάννης Παπαδάκος), né George Papadakos (Τζορτζ Παπαδάκος) le 27 août 1965, à Toronto, au Canada, est un ancien joueur de basket-ball canadien naturalisé grec. Il évolue au poste de pivot.